# Dragonfly (album, Ziggy Marley)
Dragonfly je deska jamajského muzikanta Ziggyho Marleyho, která byla vydána 15. dubna roku 2003.

## Seznam skladeb
1. Dragonfly
2. True To Myself
3. I Get Out
4. Looking
5. Shalom Salaam
6. In the Name of God
7. Rainbow in the Sky
8. Melancholy Mood
9. Good Old Days
10. Never Deny You
11. DYKL (Don't You Kill Love)